# Guz Khan
Ghulam Khan (Small Heath (Birmingham), 24 januari 1986), beter bekend als Guz Khan en af en toe Guzzy Bear, is een Brits komiek en acteur die vooral bekend staat om zijn werk in de comedy-dramaserie Man Like Mobeen en stand-up optredens in Live at the Apollo.
Khan komt uit een gezin met drie kinderen en is van Pakistaanse afkomst. Hij groeide op in Coventry en ging naar de Stoke Park School. Na zijn afstuderen aan de Universiteit van Coventry doceerde hij geesteswetenschappen aan de Grace Academy, Coventry. Khan uploadde zijn eerste video naar Facebook in 2014. In juni van dat jaar trad hij voor het eerst op het podium op, als opening voor Aamer Rahman in het Birmingham Repertory Theatre. Zijn tweede keer op het podium was tijdens een comedy-avond in de Library of Birmingham BBC Asian Network, georganiseerd voor Comic Relief, met Citizen Khan.
Khan was ook als deelnemer, panellid of gast te zien in onder andere de programma's Eggheads (2017), Would I Lie to You? (2019), Comedy Game Night (2020) en Taskmaster (2021).

## Prijzen en nominaties
| Jaar | Prijs                                         | Categorie                                     | Werk                                        | Uitslag     |
| ---- | --------------------------------------------- | --------------------------------------------- | ------------------------------------------- | ----------- |
| 2020 | Royal Television Society (RTS Midlands Award) | Schrijver                                     | Man Like Mobeen (Gedeeld met Andy Milligan) | Gewonnen    |
| 2020 | BAFTA TV Award                                | Mannelijke uitvoering in een komedieprogramma | Man Like Mobeen                             | Genomineerd |
| 2021 | BAFTA TV Award                                | Mannelijke uitvoering in een komedieprogramma | Man Like Mobeen                             | Genomineerd |